# Albert Mayer

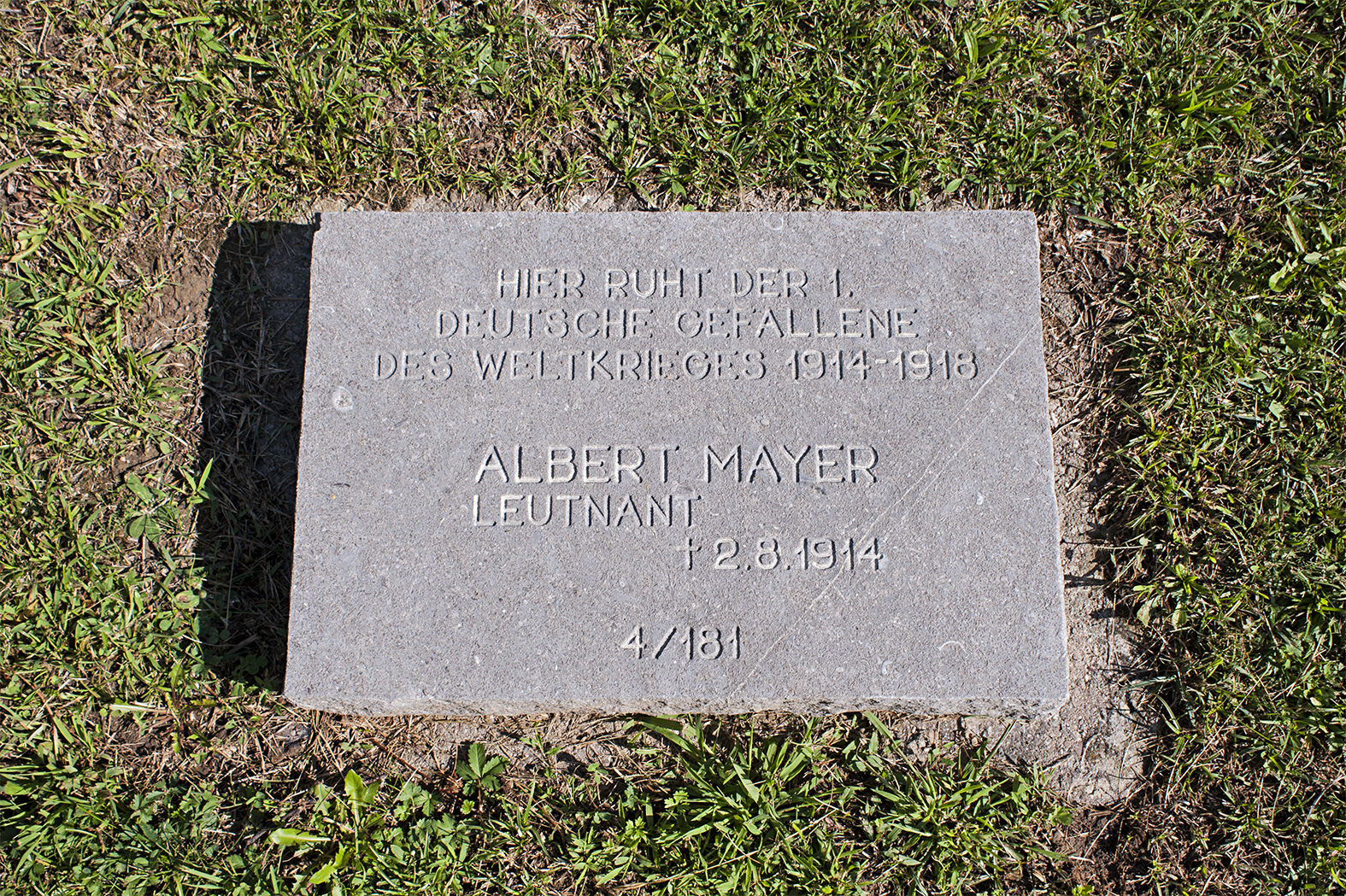
Lapide di Albert Mayer nel cimitero di guerra tedesco di Illfurth, Alto Reno, Francia

Albert Otto Walter Mayer (Magdeburgo, 24 aprile 1892 – Joncherey, 2 agosto 1914) è stato un militare tedesco, primo soldato tedesco a cadere nella prima guerra mondiale.

## Biografia
Nato a Magdeburgo, si trasferì con la sua famiglia nella zona di Mulhouse, in Alsazia, quando era bambino. Si arruolò nell'esercito imperiale tedesco nel 1912. Nell'agosto del 1914 era tenente dell'unità di cavalleria locale, il Jäger Regt-zu-Pferd Nr 5, che faceva parte della 29ª Brigata di cavalleria della 29ª Divisione di fanteria, di stanza a Mulhouse.

## Primo caduto tedesco della Grande Guerra
Al comando di un distaccamento di ricognizione tedesco, il 2 agosto 1914 Albert Mayer ebbe l'ordine dall'alto comando dell'esercito imperiale tedesco di varcare il confine francese per effettuare delle ricognizioni su larga scala per valutare l'entità delle forze francesi e la disposizione delle stesse.
Il distaccamento agli ordini del sottotenente Mayer - arruolatosi nel 1913 - varcò il confine alle 2 di notte del 2 agosto e nei pressi di Joncherey venne intercettato alle 09:59 del mattino dal caporale francese Jules-André Peugeot che, di stanza nel villaggio con i suoi soldati con l'ordine di sorvegliare il confine stesso, ordinò ai tedeschi di arrendersi e deporre le armi in quanto si trovavano in arresto. Il luogotenente Mayer non obbedì all'ordine e sparò per primo alcuni colpi, uno dei quali colpì Peugeot ferendolo mortalmente. I francesi risposero, colpendo Mayer prima allo stomaco e poi mortalmente alla testa. Alla fine rimasero sul terreno Peugeot e Mayer oltre al ferimento di un altro soldato francese e due tedeschi.
Nel cimitero di guerra tedesco di Illfurth, Alto Reno, in Francia, sarà posta una lapide che lo ricorda come il primo dei 2.036.897 soldati tedeschi caduti nella prima guerra mondiale e come il primo caduto nella prima guerra mondiale in assoluto.